# El gat Disbarat
El gat Disbarat (títol original, The cat in the Hat) és un llibre infantil escrit per Dr. Seuss. El personatge principal és un gat antropomòrfic, alt, entremaliat, vestit amb un barret de copa a ratlles vermelles i blanques i una corbata de llaç vermell.
Amb la sèrie de llibres per a principiants que va inaugurar El Gat, Seuss va promoure tant al seu nom, com a l'alfabetització elemental als Estats Units.

## Context
Theodor Geisel, sota el pseudònim Dr. Seuss, va escriure el llibre El gat en el barret en resposta a l'article del 24 de maig de 1954 de la revista Life, escrit per John Hersey, titulat "Per què els estudiants s'embussen a primer? Un comitè local llança a la llum un problema nacional: la lectura."En l'article, Hersey va ser crític amb els llibres que usaven els mestres:
 A l'aula, els nens s'enfronten amb sis llibres que tenen il·lustracions insípides que representa la vida especialment ordenada d'altres nens. (Els llibres per a primària existents) tenen com a característica nens i nenes anormalment educats i anormalment nets (...) A les llibreries, qualsevol persona pot comprar llibres més brillants i animats amb animals estranys i meravellosos i nens que es comporten de forma natural, és a dir, que de vegades es porten malament.
Els arguments de Hersey es van enumerar en més de deu pàgines de la revista, que era líder als Estats Units en aquest moment. Després de detallar molts temes que contribueixen al problema relacionat amb els nivells de lectura dels estudiants, Hersey va preguntar sobre el final de l'article:
Per què no tenen (els llibres per a primària) imatges que ampliïn, més que redueixin, la riquesa associativa dels nens que li donen a les paraules que il·lustren (dibuixen) com els genis meravellosament imaginatius entre els il·lustradors infantils, Tenniel, Howard Pyle, Seuss, Walt Disney 
William Ellsworth Spaulding, amic de Geisel, que era llavors el director de la divisió d'educació Houghton Mifflin, el va convidar a sopar a Boston i li va proposar a Ted "escriure i il·lustrar un llibre per a nens de sis i set anys d'edat que ja havien dominat la mecànica bàsica de la lectura. Escriu-me una història que alumnes de primer grau no puguin deixar de llegir!"
Spaulding li va subministrar a Geisel una llista de 348 paraules que cada nen de sis anys hauria de saber, i va insistir que el vocabulari del llibre hauria de limitar-se a 225 paraules. Nou mesos més tard, el Dr. Seuss havia acabat El gat en el barret, utilitzant 223 paraules que apareixien a la llista. La història és de 1629 paraules d'extensió i utilitza un vocabulari de només 236 paraules diferents, de les quals 54 es troben una vegada i 33 es repeteixen dues vegades. Només una paraula (another) té tres síl·labes, mentre que 14 paraules en tenen dues i la resta (221) són monosil·làbics. Les paraules més llargues són 'alguna cosa' (something) i 'joguines' (playthings).
Com que Geisel estava amb contracte amb Random House, Houghton Mifflin va arribar a un acord amb ells i va conservar els drets per a les escoles mentre que Random House va conservar els drets per a les vendes.

## Recepció

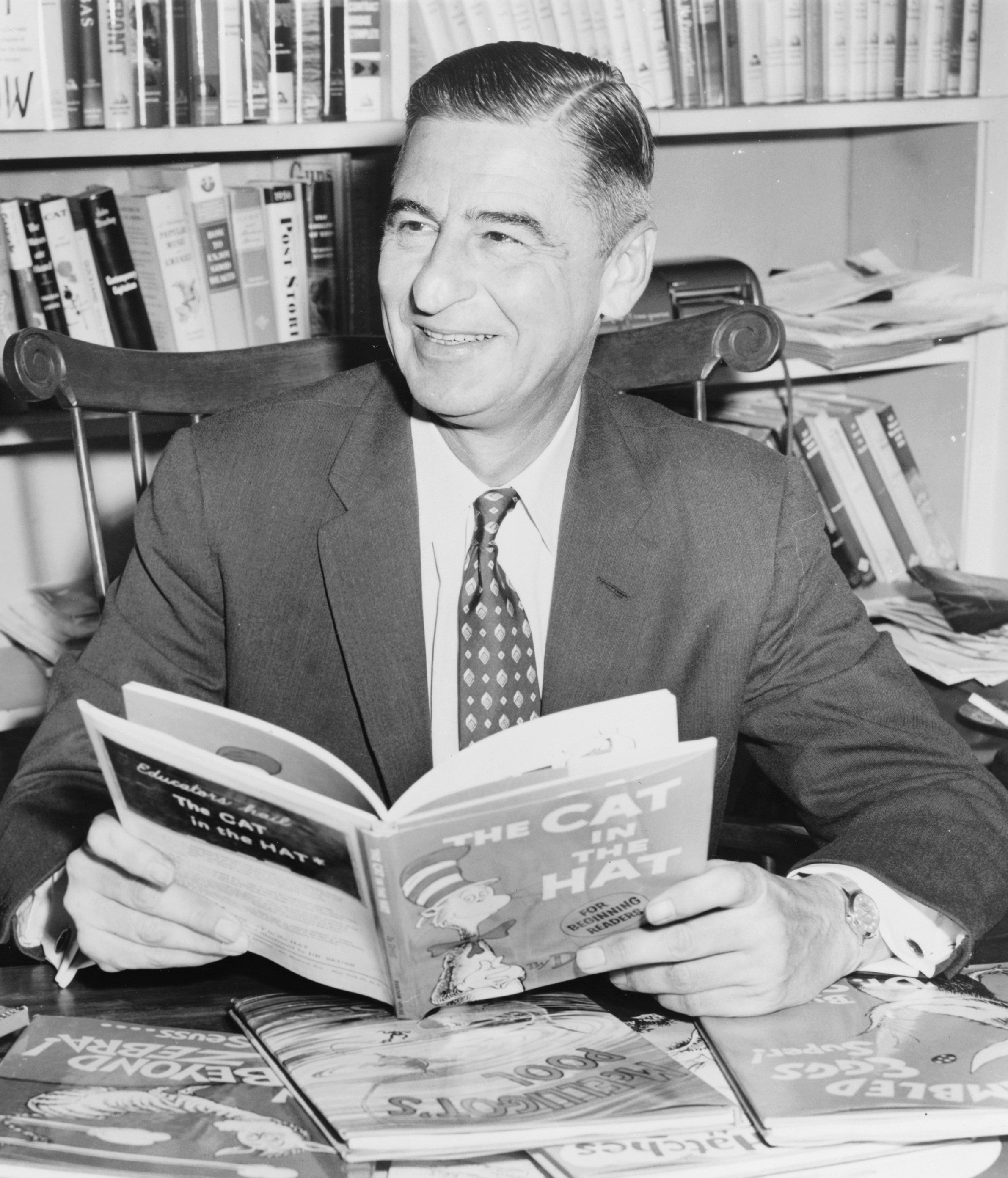
L'autor, Ted Geisel l'any 1957, amb un exemplar d'El gat Disbarat

El llibre es va publicar amb una aclamació immediata de la crítica. Alguns crítics van elogiar el llibre com una manera apassionant d’aprendre a llegir, sobretot en comparació amb els llibres que va substituir. Ellen Lewis Buell, a la seva ressenya de The New York Times Book Review, va assenyalar el gran ús que el llibre fa de paraules d'una síl·laba i de les il·lustracions animades. Ella va escriure: "Els lectors primerencs i els pares que els han ajudat han tingut una sorpresa feliç" Helen Adams Masten del Saturday Review va anomenar el llibre de Geisel tour de force i va escriure: "Pares i professors beneiran el senyor Geisel per aquest divertit llibre amb els seus ridículs i animats dibuixos, perquè els seus fills hauran tingut l'excitant experiència d'aprendre que després de tot 'poden llegir'. " Polly Goodwin del Chicago Sunday Tribune va predir que El gat Disbarat provocaria que els nens de set i vuit anys miressin amb un disgust clar les aventures sordes dels personatges dels altres llibres primerencs ".
Tant Helen E. Walker de Library Journal com Emily Maxwell de The New Yorker  van considerar que el llibre agradaria tant als nens més grans com al seu públic objectiu de primer i estudiants de segon de primària. El revisor de  The Bookmark  va coincidir en escriure: "Es recomana amb entusiasme com a llibre il·lustrat així com a llibre per llegir ". En canvi, Heloise P. Mailloux va escriure a  The Horn Book Magazine , "Aquest és un bon llibre amb finalitats de reparació, però els nens sovint rebutgen material si els sembla que està pensat per als nens més petits. " Va considerar que el vocabulari limitat del llibre no permetia assolir " l'absurda excel·lència dels primers llibres de Seuss ".
Basat en una enquesta en línia del 2007, l' Associació Nacional d'Educació dels Estats Units va incloure El gat Disbarat com un dels seus "100 millors llibres per a nens per a professors". El 2012 es va classificar com a número 36 entre els "100 millors llibres d'imatges" d'una enquesta publicada per School Library Journal, el tercer dels cinc llibres del Dr. Seussa la llista. Va rebre el premi Early Readers Premi BILBY el 2004 i el 2012.
El cinquantè aniversari del llibre el 2007 va provocar la reavaluació del llibre per part d'alguns crítics. Yvonne Coppard, revisant l'edició del cinquantè aniversari a la revista  Carrusel , es preguntava si la popularitat del gat i el seu "deliciós comportament entremaliat "perdurarà cinquanta anys més. Coppard va escriure:" La ignorància innocent dels temps passats ha donat pas a una consciència totalment quasi paranoica dels problemes de protecció infantil. I aquí tenim el misteriós desconegut que entra, sense ser convidat, mentre la teva mare està fora. "

## Arguments
El Gat apareix en sis dels llibres per a nens escrits per Seuss:
1. El gat Disbarat
2. The Cat in the Hat Comes Back
3. The Cat in the Hat Song Book
4. The Cat's Quizzer
5. I Can Read with My Eyes Shut!
6. Daisy-Head Mayzie

### El gat en el barret
El gat en el barret (1957) és el primer llibre amb el personatge del títol. En ella, el Gat porta, d'una forma alegre, exòtica i exuberant, caos a una família de dos fills, un germà (mai s'esmenta el seu nom, és el narrador de la història) i una germana (Sally), un dia plujós, mentre que la seva mare els deixa sense atenció. El gat realitza tota mena de trucs extravagants (en un moment equilibra un got d'aigua, una mica de llet, un pastís, tres llibres, el peix, un rasclet, un vaixell de joguina, un home de joguina, un ventilador vermell, i el seu paraigua mentre es troba en una bola) per divertir als nens. Després, el Gat, obté una caixa des de l'exterior, dins de la caixa hi ha dues criatures nomenades 'Cosa U' (Thing One) i 'Cosa Dos' (Thing two), que comencen a fer volar estels dins de la casa. Les malifetes del Gat són en va i la mascota de la família, un peix intel·ligent i parlant. Al final, els nens van provar ser uns nens exemplars, atrapant a les Coses i posant al Gat sota control. Per compensar el caos que ha causat, el Gat neteja la casa en sortir, desapareixent un segon abans que arribi la mare. La mare li pregunta als seus fills què han fet mentre ella estava fora, però no li responen. La història acaba amb la pregunta:Què faries si la teva mare et preguntés?
El llibre ha estat molt popular des de la seva publicació, i un logotip amb el gat adorna totes les publicacions del Dr. Seuss i pel·lícules d'animació produïdes després del gat en el barret. Seuss va escriure el llibre perquè sentia que hauria d'haver-hi material més entretingut i divertit per als lectors primerencs. Des d'un punt de vista literari, el llibre és una proesa d'habilitat, ja que manté a un vocabulari simple i explica una història entretinguda. Els crítics literaris de tant en tant escriuen assajos sobre l'obra de recreació, atès que s'entretenen amb temes tals com l'absència de la mare i la caracterització psicològica o simbòlica de gat, les Coses i els peixos.
S'han imp`res més d'11 milions de còpies del gat en el barret. S'ha traduït a més de 12 idiomes diferents, incloent-hi al llatí, sota el títol Cattus Petasatus, i al Yidis, amb el títol Di kats der Payats. Basat en una enquesta en Internet realitzada en el 2007 es va nomenar al llibre com un dels llibres en el Top 100 de llibres per a mestres. Va ser un dels Top 100 de llibres d'imatges de tots els temps en una enquesta duta a terme en el 2012.

### El gat en el barret torna de nou
El Gat reapareix novament l'any 1958. Una vegada més, la mare ha deixat a Sally i el seu germà sols durant el dia, però aquesta vegada, se'ls diu que han d'eliminar una enorme quantitat de neu, mentre ella està fora. Mentre treballen, el Gat apareix menjant una coca a la banyera amb l'aigua corrent, mullant el pis, i deixa un residu de color rosa. Els intents per netejar-ho fallen, ja que només aconsegueixen transferir el problema a altres llocs, incloent-hi un vestit, la paret, un parell de sabates de deu dòlars, una catifa, el llit, i després a l'exterior de la casa, generant-se un gran desordre.
El Gat revela que el Petit gat A (Little Cat A) està descansant dins del seu barret. Al seu torn, Petit gat A porta al barret a Petit gat B (B Little Cat), que porta al Petit gat C, i així successivament. A continuació, té lloc la guerra entre el desordre i el Petit gat A a través de Petit gat V, que utilitzen un arsenal d'armes primitives, incloent-hi pistoles de pop, ratapinyades, i una talladora de gespa. Desafortunadament, la primera batalla per eliminar el desastre no fa més que cobrir tot el terreny. Petit gat V, W, X, i I, es lleven el barret per descobrir un microscòpic Petit gat Z, qui en llevar-se el seu barret i apareix una Voom, Que neteja el pati de darrere i posa a tots els altres gats petits de nou en el barret del Gat gran. El Gat se'n va, amb la promesa que tornarà algun dia, i portarà a tots els seus gats petits. El llibre acaba en un esclat de versificació extravagant, amb la llista completa dels gats petits ordenats alfabèticament realitzant rimes mètricament perfectes organitzades en quartetes, dissenyades per ensenyar als lectors de l'Alfabet.

## Adaptacions

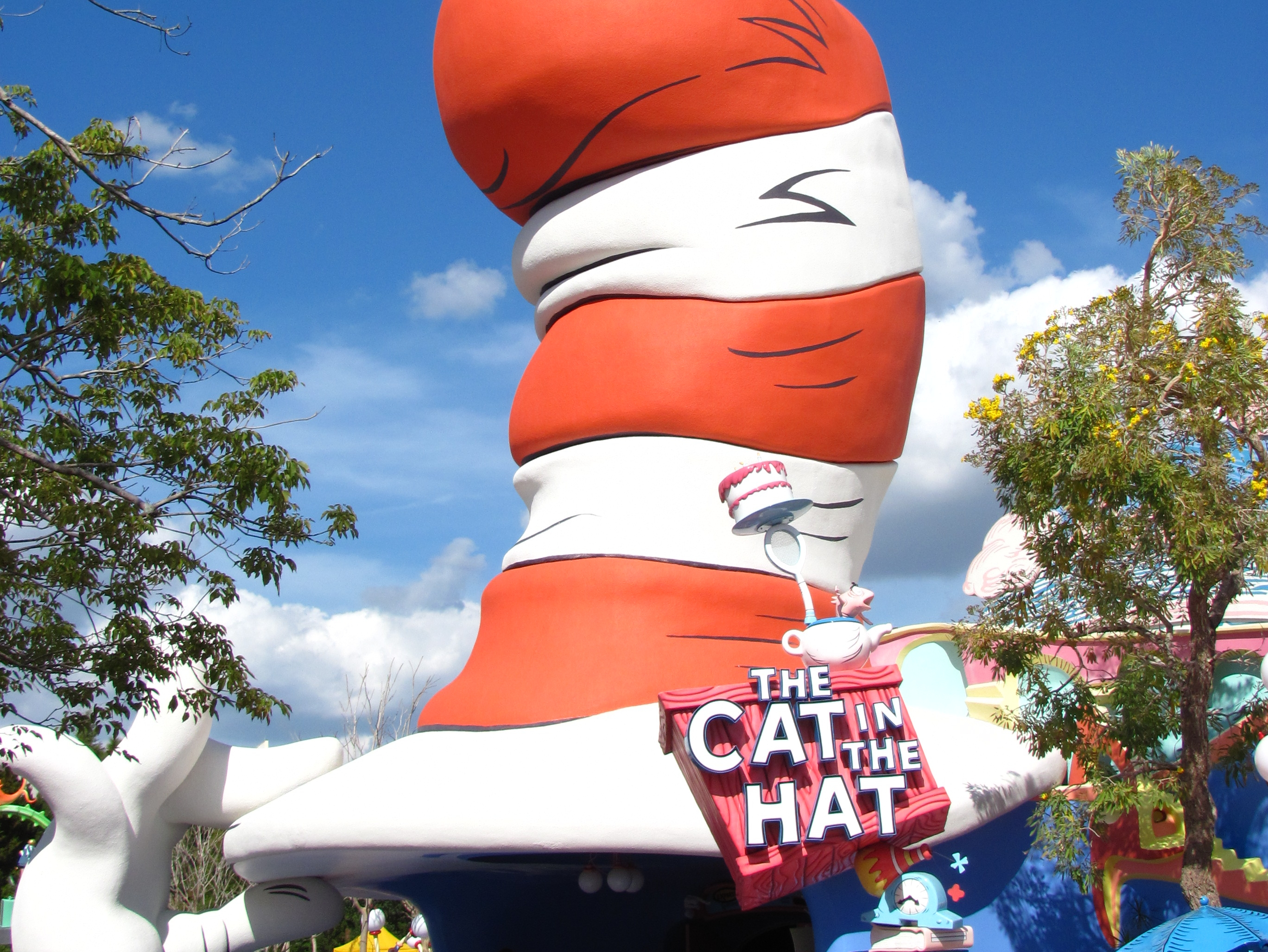
Atracció a Seuss Landing basada en el llibre.

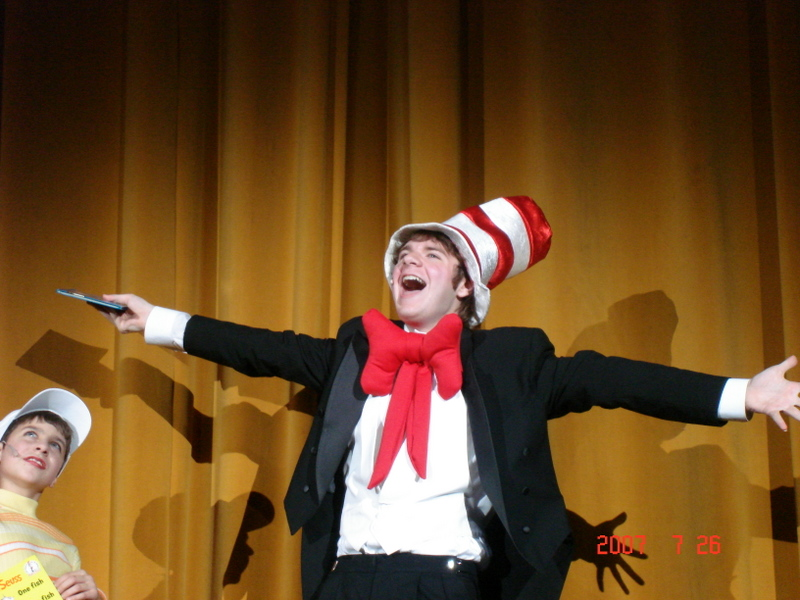
Jacob Myers protagonitzant al Gat en el musical Seussical

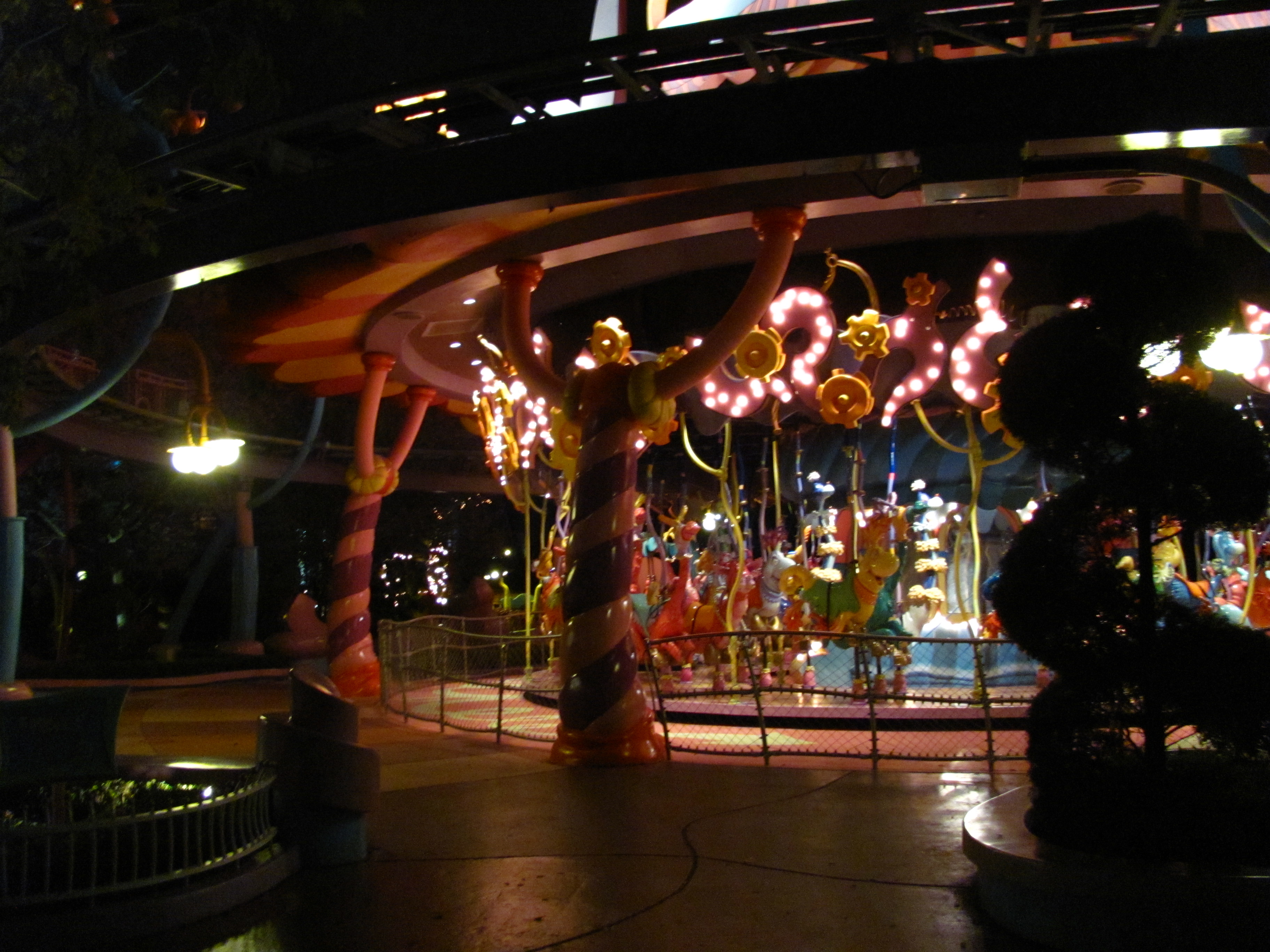
El 'Caro-Seuss-el,' un Carrusel amb molts dels personatges dels llibres de Seuss

### Animacions
- El gat en el barret, un programa especial de televisió, basat en el llibre del Dr. Seuss, estrenat al canal CBS el 10 de març de 1971. Allan Sherman va ser el responsable de donar-li vida al Gat.
- El gat en el barret versió en Rus, 1984.
- The Grinch Grinches the Cat in the Hat, un especial musical de televisió emès als Estats Units l'any 1982; un encreuament en el qual el Gat en el barret coneix a un altre dels personatges de Dr. Seuss, el Grinch.
- El El gat Disbarat viatja per tots costats (The Cat in the Hat Knows a Lot About That!), una sèrie animada de televisió creada l'any 2010 emesa per PBS Kids als Estats Units, per Treehouse TV al Canadà i per Discovery Kids a Llatinoamèrica protagonitzada per Martin Short actuant com el Gat.

### Pel·lícules
L'adaptació cinematogràfica del llibre, amb el títol El gat, va ser llançadat l'any 2003. Va ser produïda per Brian Grazer i dirigida per Bo Welch, i té com a actor principal a Mike Myers caracteritzant al Gat, i a Dakota Fanning com Sally. El germà de Sally, qui no és nomenat en el llibre, és conegut en aquesta versió com Conrad i interpretat per Spencer Breslin.

### Seussical
El musical de Broadway, Seussical combina diferents històries de Dr. Seuss, ajuntant als seus personatges. El Gat és el narrador, així com personatges menors.

### Àudio Llibre en CD
Living Books ha creat un àudio llibre en CD de la història. Software MacKiev va portar aquesta versió electrònica del llibre pel Mac US X.
Oceanhouse Mitjana va publicar l'aplicació per iPhone, iPad i Android que va rebre elogis de la crítica.

### Seuss Landing
L'illa forma part del parc temàtic Islands of Adventure, dels Estudis Universal a Orlando. Va ser inaugurada l'any 1999, el passeig porta als visitants en un viatge cap a la història del gat en el barret. És l'única illa orientada totalment als nens petits i està basada en el llibre i hi ha atraccions relacionades com el Caro-Seuss-el.